# Mijl
Een mijl is een afstandsmaat die in veel landen werd gebruikt vóór de invoering van het metrieke stelsel. Na de invoering van dit stelsel kwam de mijl in veel landen te vervallen. Een afstandsmaat kan een mijl worden genoemd als hij ligt tussen ongeveer 500 en 5000 meter, geschikt om een te reizen afstand aan te geven.
Volgens deze definitie is een kilometer ook een mijl, al wordt hij zelden zo genoemd.
In de EU zijn thans alle standaarden uit het Internationale Stelsel van Eenheden geldig, met enkele oudere maten daarnaast als geldige mogelijkheid. In Nederland is dit laatste niet het geval.
Tot heden is de Engelse mijl (Engels: mile of statute mile) van 1609,344 meter een belangrijke of zelfs de meest gebruikte standaard in de Verenigde Staten.
In de atletiek is de Engelse mijl (ook wel mijl) de laatst overgebleven officiële loopafstand met een niet-metrieke (Engelse) eenheid. In de schaatssport wordt de 1500 meter ook wel aangeduid als schaatsmijl.
In de zee- en luchtvaart wordt de zeemijl gebruikt, die gelijk is aan 1852 meter.

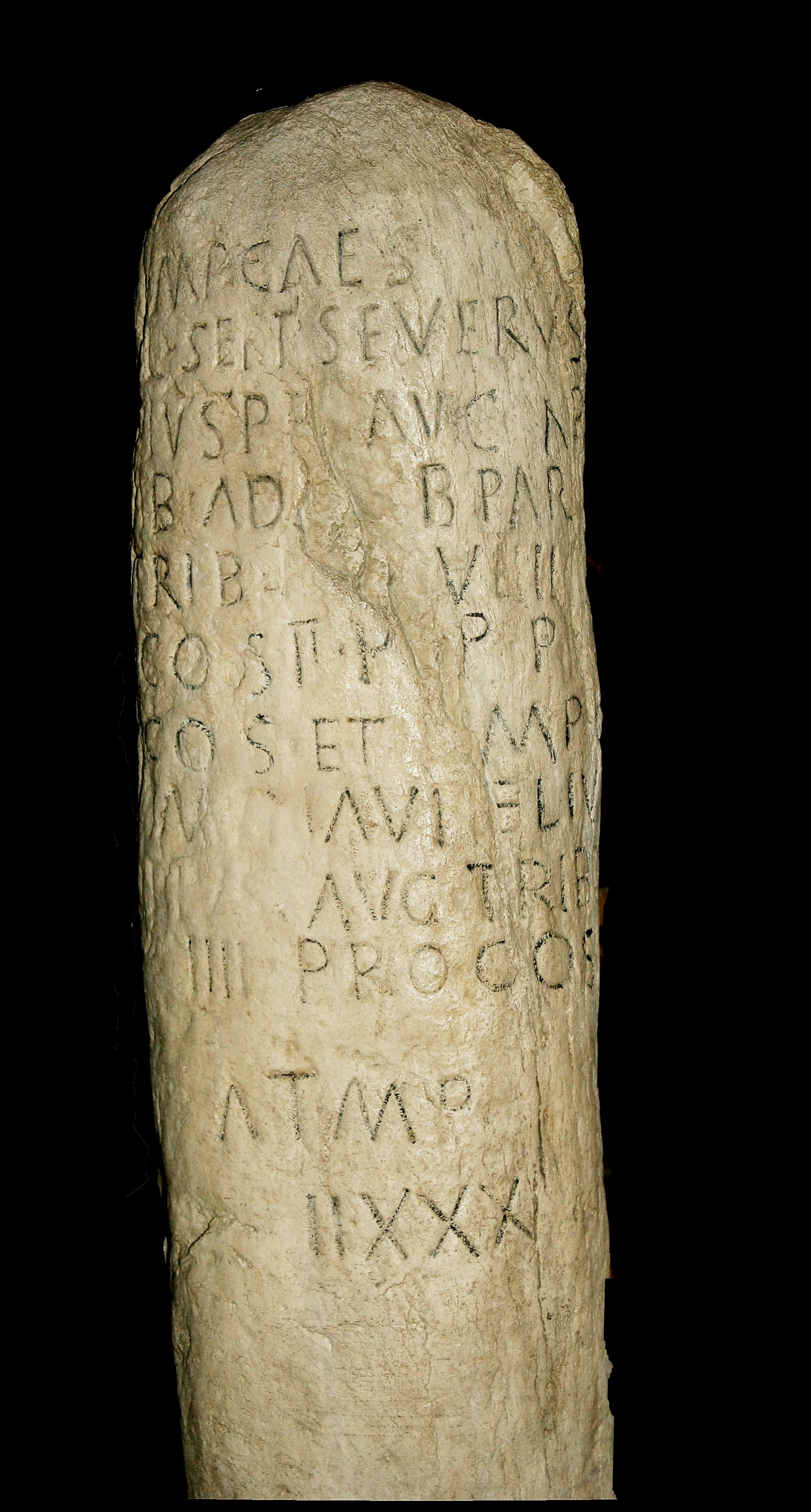
Romeinse mijlpaal

## Etymologie
Het woord mijl is een zeer vroege ontlening aan de Latijnse verkorting van milia passuum, hetgeen duizend passen betekent. Bij elke pas worden beide voeten verplaatst. In de praktijk gaat het dan om ongeveer 1,5 meter.

## Gebruik in het Angelsaksisch taalgebied
De eerste poging een standaard in te voeren, was die van de Act of Parliament in 1593 onder Elizabeth I van Engeland. Pas in 1959 werd de exacte lengte van een yard gestandaardiseerd en vastgelegd, waardoor tevens echt van een standaard met betrekking tot de mijl gesproken kon worden in een aantal landen.
In het Verenigd Koninkrijk is krachtens de Weights and Measurements Act van 1985 de mijl de officiële lengtemaat, waardoor bordjes met afstanden en snelheidslimieten in mijlen weergegeven moeten worden (voor gewichten wordt daarentegen aan de gram en kilogram de voorkeur gegeven tegenover de ounce en het pound). In landen als de VS, waar het gebruik van de SI-standaarden niet algemeen doorgang heeft gevonden, worden maateenheden gebruikt, waaronder ook de mijl, de metric mile, de zeemijl en de statute.

### Metric mile
In de sport wordt de metrische mijl gebruikt die met tientallen op te delen is en waarmee gemakkelijker afstanden kunnen worden berekend. De lengte is 1500 meter, maar kan soms ook 1600 meter zijn.

### Statute mile
Na de Tweede Wereldoorlog is in de Angelsaksische landen de meestgebruikte mijl de zogenaamde statute mile, waarbij statute refereert aan de standaard die gepoogd werd in te voeren door het Britse parlement in 1593 (die poging strandde onder meer doordat aan andere eenheden werd gerefereerd, zoals de yard, die op zichzelf niet een exacte standaard kenden). Deze mijl bedraagt 5280 foot, 1760 yard, en 1609,344 meter. De exacte eenheden zijn vastgelegd door middel van de international yard and pound, een overeenkomst in 1959 tussen vertegenwoordigers van Australië, Canada, Nieuw-Zeeland, Zuid-Afrika, de Verenigde Staten, en het Verenigd Koninkrijk die onder meer bepaalde dat een yard een lengte had van 0,9144 meter. Deze standaard is van belang in de handel, wetenschap et cetera.
De Amerikaanse officiële survey mile is 0,0002% ofwel 3 millimeter langer dan de statute mile.

## Gebruik in het Nederlands taalgebied

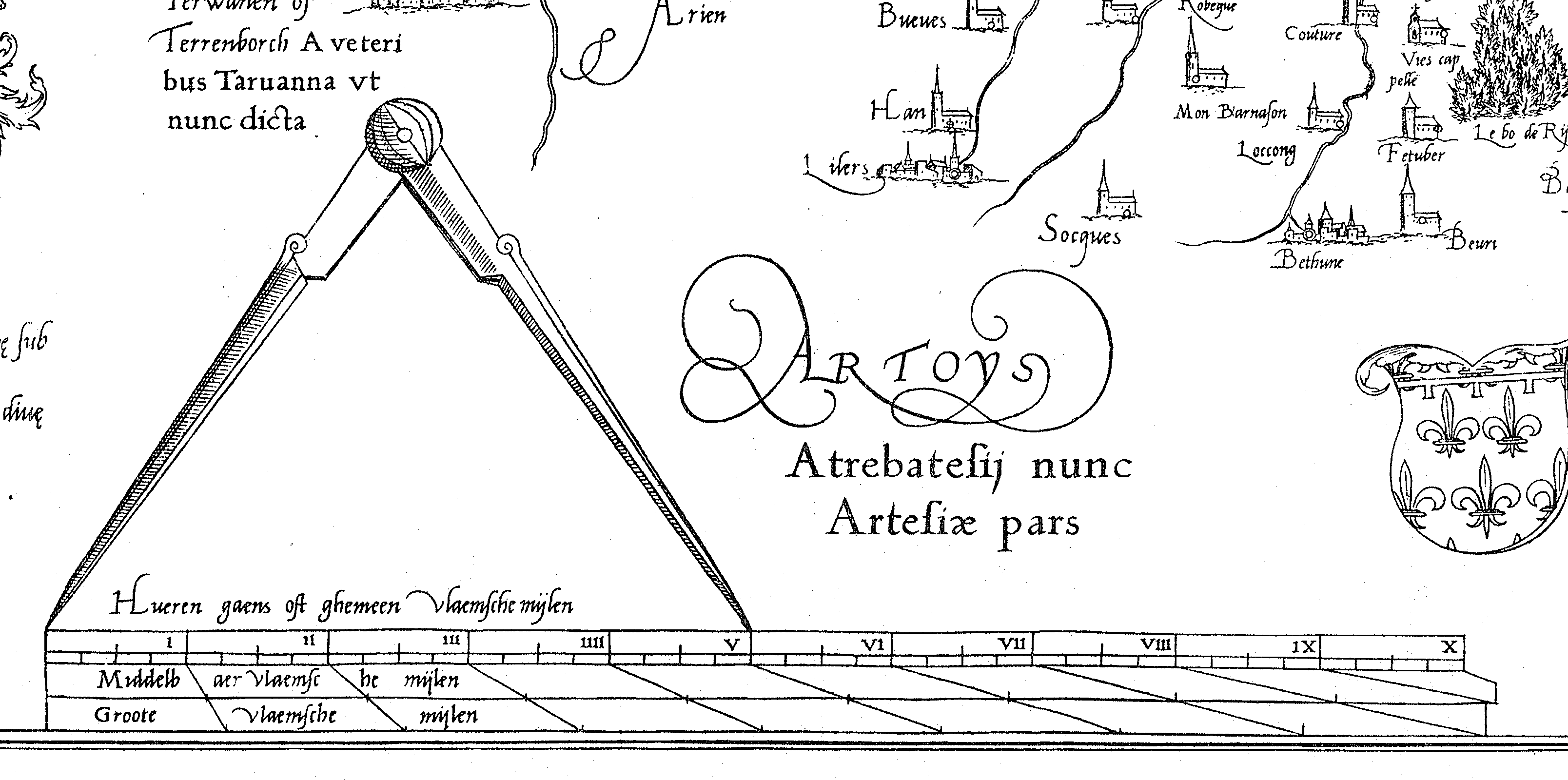
Schaalaanduiding op een kaart van Mercator (16de eeuw), uitgedrukt in "Uren gaan of gemeen Vlaamse mijlen", onderverdeeld in drie schalen voor kleine, middelbare en grote mijlen

### Als lengtemaat
In Nederland werd een mijl, de zogenoemde Hollandse mijl, beschouwd als 5600 el. Een gestandaardiseerde mijl in deze betekenis ontbrak, waardoor naast deze mijl ook andere mijlen werden gebruikt. Hieronder de Engelse mijl, de Franse mijl et cetera. Net als de duim en de morgen waren maten vaak regionaal gebonden. En de regio's en hun indeling konden in de loop der eeuwen variëren.
In Nederland werd de mijl definitief afgeschaft als mogelijkheid om eenheden weer te geven in de handel en het onderwijs in de IJkwet van 1978, die in 2006 vervangen werd door de Metrologiewet.

### In de taal
In de taal blijft het woord mijl nog steeds voortleven in diverse uitdrukkingen en gezegden, waar het in de letterlijke betekenis niet meer gebruikt wordt. Hieronder enkele voorbeelden.
Een mijl op zeven
Omslachtig
Mijlpaal
Belangrijk tijdstip ter afsluiting van een periode (zoals in een carrière)
Mijlenver
Heel ver
Zevenmijlslaarzen;
een attribuut in sprookjes

## Internationaal gebruik van de zeemijl
Een zeemijl is exact 1852 meter, gedefinieerd als de afgeronde lengte van één boogminuut van de afstand van de evenaar naar de noordpool over de Meridiaan van Parijs, dus 10.000 km / (90 × 60) = 1851,852 meter, officieel afgerond tot 1852 meter. Deze standaardisatie vervangt de eerdere maten die tot verwarring konden leiden en is aan de knoop (zeemijl per uur) verbonden. De zeemijl is geen SI-standaard of een afgeleide daarvan.